# Quartetto per archi (Verdi)
Il Quartetto in mi minore di Giuseppe Verdi fu scritto nella primavera del 1873 durante la produzione di Aida a Napoli. È l'unica composizione di musica da camera sopravvissuta nel catalogo verdiano.
(Giuseppe Verdi)

## Storia

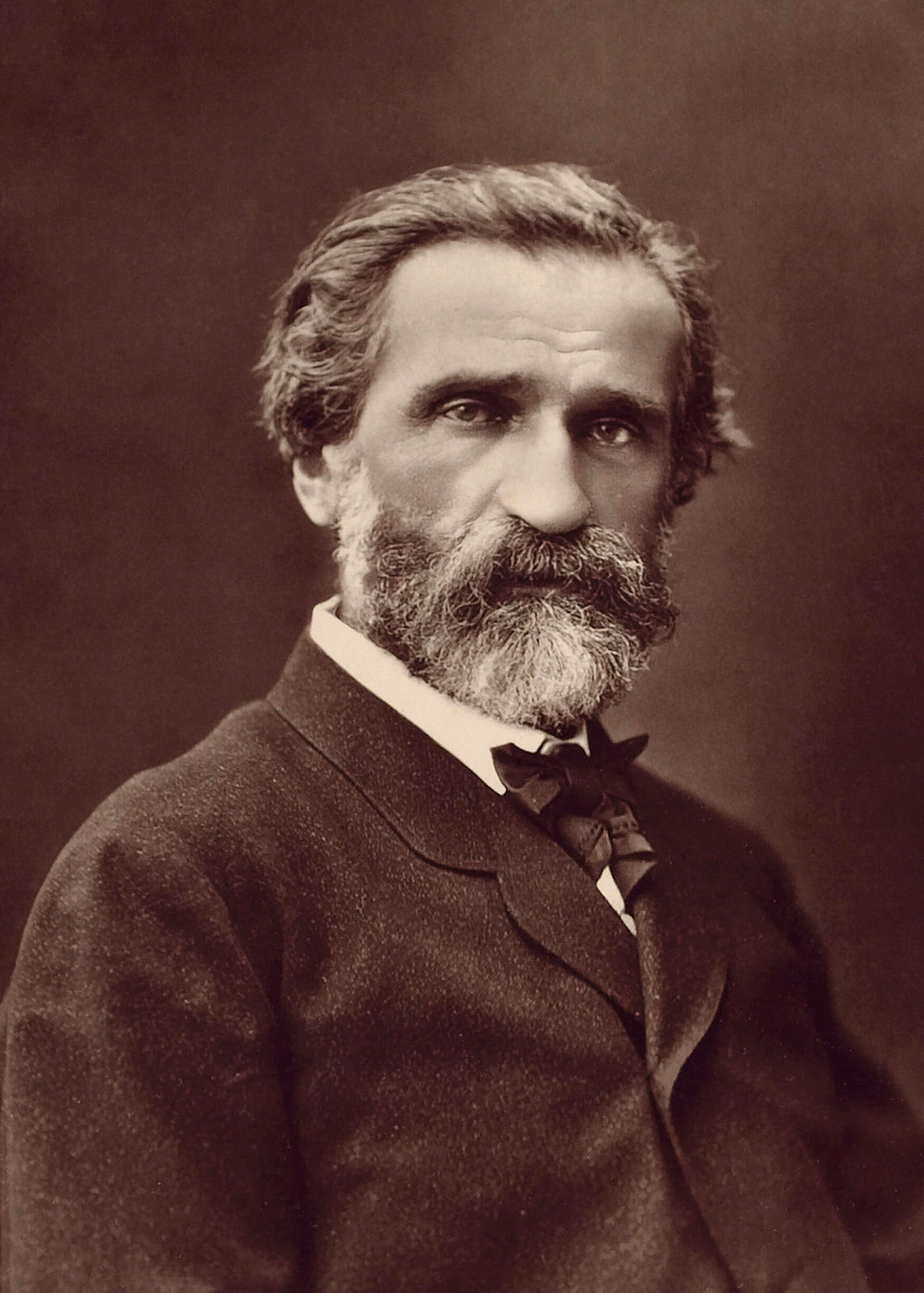
Giuseppe Verdi fotografato da Etienne Carjat

All'inizio del marzo 1873 Verdi si era recato a Napoli per la prima rappresentazione al Teatro di San Carlo dell'opera egizia Aida, ma il soprano Teresa Stolz, ingaggiata per la parte principale, si ammalò improvvisamente. La prima fu posticipata, e così Verdi «nei momenti di ozio all'albergo Crocella» scrisse il Quartetto in mi minore, che fu eseguito per la prima volta il 1º aprile 1873, due giorni dopo la rappresentazione di Aida, nel corso di un recital informale presso l'albergo. Erano presenti non più di sette o otto ascoltatori e fra questi c'era il corrispondente della Gazzetta Musicale di Milano, sulla quale pochi giorni dopo, uscì un grande articolo intitolato: “Un quartetto di Verdi!”. L'esordio fu affidato ad un ensemble formato dai fratelli Finto ai violini, Salvadore alla viola e Giarritiello al violoncello..
Per molto tempo Verdi continuò a negare il consenso ad esecuzioni del quartetto in Italia, sostenendo, forse in modo polemico, che il suo Quartetto non lo conosceva nessuno. Gli arrivò una richiesta anche da Parma, in fondo la sua “patria”, da parte del sindaco e di vari altri notabili, pregandolo di concedere il Quartetto per l'esecuzione, ricevendone questa risposta: «Sono veramente dolente di non poter aderire a quanto ella domanda. Io non mi sono più curato del Quartetto che scrissi per semplice passatempo alcuni anni or sono a Napoli e che fu eseguito in casa mia alla presenza di poche persone che erano solite venire da me tutte le sere. Questo per dirle che non ho voluto dare nissuna importanza a quel pezzo e che non desidero almeno per il momento renderlo noto in nissuna maniera». E ancora, ad un altro corrispondente di Parma, per scusarsi del fatto che non voleva far eseguire il Quartetto: «È vero che questo quartetto mi viene richiesto da qualche società musicale, prima fra le altre dalla cosiddetta Società del Quartetto di Milano, ma lo ricusai perché non volli dare nissuna importanza a quel pezzo».
In realtà ciò non corrispondeva al vero, in quanto era già stato eseguito a Vienna e a Parigi con successo enorme e stava per fare il suo debutto anche a Londra, addirittura in una versione adattata per un'orchestra di 80 archi e l'autore, richiesto di assenso, lo aveva concesso, osservando che alcuni temi del primo e del secondo violino sarebbero risultati meglio in versione orchestrale. Più tardi, anche Arturo Toscanini avrebbe realizzato un “arrangiamento” per orchestra d'archi. Verdi si era espresso in tal modo riguardo al suo lavoro: «Se il quartetto sia bello o brutto non so… so però che è certamente un quartetto!». Nonostante le umili parole del Maestro il suo Quartetto in mi minore è in ogni caso una composizione decisamente gradevole e riuscita, un brano da concerto affascinante e persuasivo.
(Gabriele Cesaretti, 25 marzo 2013, L’altro Verdi: Quartetto in mi minore  'Non Solo bel canto')
La prima esecuzione pubblica del Quartetto avvenne a Milano il 5 dicembre 1876 e preoccupò non poco Verdi. Così scrisse al suo editore Giulio Ricordi: «I tre primi tempi non presentano difficoltà di interpretazione, ma l'ultimo sì. Se alla prova voi sentite, termometro infallibile, qualche squarcio un po' impasticciato, dite pure che, se anche bene eseguito, è male interpretato. Tutto deve sortire, anche nei contrappunti più complicati, netto e chiaro. E questo si ottiene suonando leggerissimamente e molto staccato in modo che si distingua sempre il soggetto, sia dritto che rovesciato. Mi ha sorpreso assai nel sentire che siasi eseguito il quartetto a Vienna. Non avendone mai visto cenno nemmeno nella vostra Gazzetta, suppongo un fiasco, malgrado il buon successo che dice il vostro telegramma. Ditemene pure qualche cosa francamente e con verità: la voluttà del fiasco è qualche cosa nella vita dell'artista».
Il Quartetto esprime chiaramente l'intenzione verdiana di definire una diversa pratica musicale, che sintetizzi nella forma classica un gusto e uno stile tipicamente italiani, alieni da qualsiasi pedissequa imitazione. Particolarmente significativa, da questo punto di vista, la scelta di concludere la composizione con una Fuga, che non a caso era la parte cui il compositore teneva di più e per la quale, come si è visto, dettava anche suggerimenti esecutivi. Nel Quartetto la Fuga è stringente, profonda e lieve al tempo stesso e l'ultimo movimento diventa, semplicemente, uno Scherzo-Fuga in tempo “Allegro assai mosso”, con il soggetto affidato al secondo violino chiamato a suonare pianissimo, staccato e leggero.
«Scherzo, burla. Inevitabile pensare al grandioso Fugato che conclude Falstaff, quello in cui si dice che “Tutto nel mondo è burla”, lungo un contrappunto di voci e strumenti in 14 parti. Polifonia come ironia: vent'anni prima della sua ultima parola operistica, Verdi aveva già trovato la strada».

## Struttura
Il Quartetto è scritto per il consueto quartetto d'archi composto da due violini, viola, e violoncello.
1. Allegro
2. Andantino
3. Prestissimo
4. Scherzo Fuga. Allegro assai mosso